# Adenosina trifosfato
L'adenosintrifosfato (o ATP) è un composto chimico di formula C10H16N5O13P3 che in condizioni standard si presenta in forma solida.

## Caratteristiche strutturali e fisiche
Si tratta di un ribonucleotide formato da una base azotata (adenina), dal ribosio (uno zucchero pentoso) e da tre gruppi fosfato. La molecola presenta le seguenti caratteristiche:
- 7 donatori di legami a idrogeno
- 17 accettori di legami a idrogeno
- 31 atomi pesanti
- 8 legami ruotabili
- 4 elementi stereogenici
- massa monoisotopica = 506,99574658 Da
- superficie polare = 279 Å²

La molecola le seguenti sezioni d'urto:
- 198,86 Å² [M-H]-
- 196,4 Å² [M+H]+
- 193,5 Å² [M+Na-2H]-
- 204 Å² [M+Na]+

## Reattività e caratteristiche chimiche
Sono disponibili i seguenti spettri analitici dell'ATP:
- spettro 1H NMR[10]
- spettro 13C NMR[11]
- spettro 31P NMR[12]
- spettro 1H-13C NMR[10]
- spettro MS-MS[10]
- spettro LC-MS[13]

Il gruppo fosforico terminale viene trasferito ad una molteplicità di molecole accettrici che diventano attivate e pronte per ulteriori trasformazioni chimiche. Esistono diversi metodi per calcolare i livelli intracellulari di ATP. Il più comune prevede l'uso della luciferasi della lucciola, un enzima che causa l'ossidazione della luciferina. Questa reazione è quantificabile grazie all'energia rilasciata, che emette un fotone di luce noto come bioluminescenza, anch'essa quantificabile.

## Sintesi
L'ATP è il composto ad alta energia richiesto dalla quasi totalità delle reazioni metaboliche endoergoniche. Esso viene prodotto secondo la reazione di condensazione endoergonica:
{\displaystyle {\ce {ADP + P{}_{i}+ E -> ATP + H2O}}}
La reazione può avvenire in presenza di ossigeno attraverso respirazione cellulare, beta ossidazione, chetosi, catabolismo di lipidi e proteine, ed anche in condizioni anaerobiche.

### Respirazione cellulare
La respirazione cellulare è il processo di catabolismo del glucosio in acetil-CoA, che produce trasportatori di elettroni ad alta energia che verranno ossidati durante la fosforilazione ossidativa, generando ATP. Durante la glicolisi, il primo passo della respirazione cellulare, una molecola di glucosio si scompone in due molecole di piruvato.
Durante questo processo, vengono prodotte due molecole di ATP, attraverso la fosforilazione a livello di substrato dagli enzimi PFK1 e piruvato chinasi, e due molecole ridotte di NADH. Le molecole di piruvato vengono poi ossidate dal complesso della piruvato deidrogenasi, formando una molecola di acetil-CoA.
L'acetil-CoA viene quindi completamente ossidato per produrre anidride carbonica e trasportatori di elettroni ridotti nel ciclo di Krebs al termine del quale il rendimento totale è di due molecole di anidride carbonica, un equivalente di ATP, tre molecole di NADH e una molecola di FADH2. Questi trasportatori di elettroni ad alta energia trasferiscono poi gli elettroni alla catena di trasporto degli elettroni, nella quale gli ioni idrogeno vengono trasferiti contro il loro gradiente nello spazio intermembrana dalla matrice mitocondriale. Le molecole di ATP vengono quindi sintetizzate mentre i protoni, muovendosi lungo il gradiente elettrochimico, alimentano l'ATP sintasi.
La quantità di ATP prodotta varia a seconda di quale trasportatore di elettroni abbia donato i protoni. Una molecola di NADH produce due molecole e mezzo di ATP, mentre una molecola di FADH2 ne produce una e mezzo.

### Beta ossidazione
Durante la beta-ossidazione, le catene di acidi grassi vengono accorciate permanentemente, producendo molecole di acetil-CoA. In ogni ciclo di beta-ossidazione, l'acido grasso viene ridotto di due atomi di carbonio, producendo una molecola di acetil-CoA, che può essere ossidata nel ciclo Krebs, e una molecola ciascuna di NADH e FADH2, che trasferiscono i loro elettroni ad alta energia alla catena di trasporto degli elettroni.

### Chetosi
La chetosi è una reazione che produce ATP attraverso il catabolismo dei corpi chetonici. Durante la chetosi, i corpi chetonici subiscono il catabolismo per produrre energia, generando ventidue molecole di ATP e due molecole di GTP per ogni molecola di acetoacetato che viene ossidata nei mitocondri.

### Respirazione anaerobica
Quando l'ossigeno è scarso o non disponibile durante la respirazione cellulare, le cellule possono intraprendere la respirazione anaerobica. In condizioni anaerobiche, si verifica un accumulo di molecole di NADH a causa dell'incapacità di ossidare NADH a NAD+, limitando le azioni della GAPDH e il consumo di glucosio. Per mantenere livelli omeostatici di NADH, il piruvato viene ridotto a lattato, portando all'ossidazione di una molecola di NADH in un processo noto come fermentazione lattica. Nella fermentazione lattica, le due molecole di NADH create durante la glicolisi vengono ossidate per mantenere il serbatoio di NAD+. Questa reazione produce solo due molecole di ATP per molecola di glucosio.

## Idrolisi
La reazione principale a cui la molecola viene sottoposta è l'idrolisi ad ADP (adenosindifosfato), che viene poi a sua volta riconvertito in ATP mediante vari processi. La reazione generale è la seguente:
{\displaystyle {\ce {ATP^4- + H2O -> ADP^3- + Pi^2- + H+}}}
La scissione idrolitica del legame fosfoanidridico che impegna il gruppo fosforico terminale dell'ATP determina l'allontanamento di uno dei tre gruppi fosforici carichi negativamente determinando la rimozione della repulsione elettrostatica tra le quattro cariche negative dell'ATP. Il fosfato inorganico (Pi) rilasciato viene invece stabilizzato dalla formazione di un ibrido di risonanza in cui ciascuno dei quattro legami P-O ha lo stesso grado di carattere di doppio legame e lo ione idrogeno non è sempre legato allo stesso atomo di ossigeno.
L'altro prodotto dell'idrolisi dell'ATP, l'ADP2- si ionizza immediatamente liberando uno ione H+ in un mezzo con una concentrazione di ioni H+ molto bassa (pH = 7). Un quarto fattore che favorisce l'idrolisi dell'ATP è rappresentato dal maggior grado di solvatazione che presentano i prodotti rispetto all'ATP.
Anche se l'idrolisi dell'ATP è fortemente esoergonica (ΔG°' = -30,5 kJ/mole), l'ATP è cineticamente stabile, quando l'idrolisi avviene in assenza di un enzima, in quanto l'energia di attivazione è relativamente alta. Soltanto quando la reazione è catalizzata da un enzima si ha una rapida idrolisi. Il citosol contiene anche Mg2+ che si lega all'ATP e all'ADP. Nella maggior parte delle reazioni in cui è coinvolto l'ATP come donatore di gruppi fosforici, il vero substrato è il complesso MgATP2-.
Il valore di ΔG dell'idrolisi dell'ATP nelle cellule intatte è molto più negativo di ΔG°', tra -50 e -65 kJ/mole, e viene anche detto potenziale di fosforilazione.

## Trasferimento di gruppi fosfato
Nell'ATP i gruppi fosfato che possono essere trasferiti sono 3:
- attacco nucleofilo in posizione γ con rimozione di un gruppo e formazione di ADP
- attacco nucleofilo in posizione β con rimozione di due gruppi e formazione di AMP
- attacco nucleofilo in posizione α con rimozione di pirofosfato e trasferimento di adenilato

### Adenilazione
Questa ultima reazione si chiama adenilazione, il pirofosfato rilasciato viene poi scisso in due gruppi singoli dalla pirofosfatasi inorganica:
{\displaystyle {\ce {PPi + H2O -> 2 Pi}}} con ΔGV = −19,5 kJ/mole
La reazione completa è: 
{\displaystyle {\ce {ATP + 2 H2O -> AMP + 2 Pi}}} con ΔG°' = −65,6 kJ/mole
L'AMP che si produce è poi riconvertito in ATP mediante l'azione, in una prima fase, dell'adenilato chinasi che catalizza la reazione reversibile:
{\displaystyle {\ce {ATP + AMP <=> ADP + ADP}}} in presenza di Mg2+ con ΔG°' ≈ 0
L'ADP così formato può essere poi fosforilato ad ATP per mezzo di ulteriori reazioni. L'adenilazione è fondamentale per portare l'acido grasso a un livello energetico superiore preparandolo così al suo legame con il trasportatore.

### Metilazione
L'ATP partecipa al processo di trasferimento del gruppo metilico dalla metionina ad altri substrati come ad esempio la colina e l'adrenalina. La metionina reagisce infatti con l'ATP a formare l'S-adenosilmetionina attraverso la seguente reazione nucleofila:
adenosina + ATP -> S-adenosilmetionina + ione trifosfato
L'atomo nucleofilo è lo zolfo della metionina, mentre il gruppo uscente è il gruppo trifosfato debolmente basico. Sarà poi l'S-adenosilmetionina ad agire da substrato per le altre reazioni di sostituzione nucleofiila.

## Ruolo biologico
L'ATP ha un ruolo biologico fondamentale, in quanto è il collegamento chimico fra catabolismo e anabolismo e ne costituisce la "valuta energetica". L'ATP trasporta infatti l'energia tra le varie vie metaboliche, comportandosi da intermedio comune che accoppia le reazioni endoergoniche a quelle esoergoniche. La concentrazione media di ATP all'interno della cellula varia tra 1 e 10 uM e viene comunemente regolata attraverso l'attivazione o l'inibizione dell'ATP sintetasi.
Svolge un ruolo centrale in molti processi biologici, tra cui:
- la segnalazione intracellulare
- la sintesi del DNA e dell'RNA
- la segnalazione purinergica
- la neurotrasmissione
- la contrazione muscolare

### Segnalazione intracellulare
La trasduzione del segnale fa forte affidamento sull'ATP. L'ATP serve infatti da substrato per le chinasi, il gruppo più rappresentativo degli enzimi che lo legano. Quando una chinasi fosforila una proteina, si attiva una cascata di segnalazione, che determina la modulazione di diverse vie di segnalazione intracellulari. L'attività delle chinasi è vitale per la cellula e pertanto viene strettamente regolata, attività che viene portata avanti dagli ioni magnesio.
L'ATP funziona inoltre come fattore scatenante onnipresente del rilascio di messaggeri intracellulari. Tali composti includono: ormoni, diversi enzimi, mediatori lipidici, neurotrasmettitori, ossido nitrico, fattori di crescita e specie reattive all'ossigeno. Un esempio dell'utilizzo di ATP nella segnalazione intracellulare si osserva quando la molecola agisce come substrato per l'adenilato ciclasi. Tale processo di verifica principalmente nelle vie di segnalazione dei recettori accoppiati alle proteine G (GPCR). Una volta che l'ATP si lega all'adenilato ciclasi, viene convertito in AMP ciclico (cAMP) che segnala il rilascio di calcio dai depositi intracellulari. Il cAMP svolge ruoli ulteriori, inclusi quello di secondo messaggero nelle cascate di segnalazione ormonale, l'attivazione delle protein-chinasi e la regolazione della funzione dei canali ionici.

### Sintesi DNA/RNA
L'ATP è uno dei quattro monomeri necessari durante la sintesi dell'RNA. La sintesi del DNA utilizza un meccanismo simile, ad eccezione del fatto che l'ATP viene prima trasformato attraverso la rimozione di un atomo di ossigeno dallo zucchero a formare dATP.

### Segnalazione purinergica
La segnalazione purinergica è una forma di comunicazione paracrina extracellulare mediata dalla purina che include l'ATP. Il processo implica l'attivazione dei recettori purinergici sulle cellule prossimali, trasducendo il segnale per la regolazione dei processi intracellulari con rilascio dell'ATP dai depositi vescicolari, meccanismo regolato dall'IP3 e altri meccanismi regolatori comuni dell'esocitosi. L'ATP è co-immagazzinato e co-rilasciato insieme ai neurotrasmettitori. L'ATP può indurre diverse risposte purinergiche tra cui: il controllo delle funzioni autonome, le interazioni tra neuroni e glia, il dolore e il controllo del tono vascolare.

### Neurotrasmissione
Il cervello è l'organo che consuma più ATP di tutto il corpo, circa il 25% del totale dell'energia disponibile. Una grande quantità di energia è spesa nel mantenimento della concentrazione degli ioni per una corretta segnalazione neuronale e la trasmissione sinaptica. Nella terminazione presinaptica viene richiesto ATP per stabilire i gradienti ionici che trasportano i neurotrasmettitori nelle vescicole e per la preparazione delle stesse al rilascio mediante esocitosi.
La segnalazione neuronale dipende dal raggiungimento del potenziale d'azione nel terminale presinaptico che segnala il rilascio delle vescicole contenenti i neurotrasmettitori. Il processo dipende dal fatto che l'ATP ristabilisca la concentrazione ionica nell'assone a seguito di ciascun potenziale d'azione, permettendo così la segnalazione successiva. Il trasporto attivo è responsabile del resettaggio delle concentrazioni di sodio e potassio a livelli base dopo che il potenziale d'azione si realizza attraverso la Na/K ATPasi. Durante il processo, una molecola di ATP viene idrolizzata, tre ioni sodio vengono trasportati al di fuori della cellula e 2 ioni potassio sono trasportati all'interno della cellula, entrambi contro gradiente di concentrazione.
I potenziali d'azione che viaggiano lungo l'assone determinano il rilascio delle vescicole quando raggiungono il terminale presinaptico. Dopo che si stabiliscono i gradienti ionici, i potenziali d'azione si propagano lungo l'assone attraverso la depolarizzazione dello stesso, inviando un segnale verso il terminale. All'incirca un miliardo di ioni sodio sono necessari per propagare un singolo potenziale d'azione. I neuroni dovranno quindi idrolizzare circa un miliardo di molecole di ATP per ristabilire la concentrazione ionica di sodio e potassio dopo il rilascio di ogni singolo potenziale.
Le sinapsi eccitatorie dominano in larga parte la sostanza grigia del cervello. Le vescicole contenenti glutammato vengono rilasciate nella fessura sinaptica per attivare i recettori glutamatergici eccitatori postsinaptici. Il caricamento di queste molecole richiede grandi quantità di ATP, poiché quasi quattromila molecole di glutammato sono immagazzinate in una singola vescicola. Significative riserve di energia sono necessarie per avviare il rilascio della vescicola, sostenere i processi postsinaptici glutamatergici, riciclare la vescicola e il glutammato residuo. Pertanto, a causa delle grandi quantità di energia richieste per l'immagazzinamento del glutammato, i mitocondri sono vicini alle vescicole glutamatergiche.

### Contrazione muscolare
La contrazione muscolare è una funzione necessaria nella vita quotidiana e non potrebbe avvenire senza ATP. Ci sono tre ruoli principali che l'ATP svolge nell'azione della contrazione muscolare. Il primo consiste nella generazione di forza contro i filamenti di actina adiacenti tramite il ciclo dei ponti trasversali di miosina. Il secondo è il pompaggio degli ioni calcio dal mioplasma attraverso il reticolo sarcoplasmatico contro il loro gradiente di concentrazione utilizzando il trasporto attivo. Il terzo ruolo è il trasporto attivo di ioni sodio e potassio attraverso il sarcolemma, in modo che gli ioni calcio possano essere rilasciati quando viene ricevuto l'impulso. L'idrolisi dell'ATP alimenta ciascuno di questi processi.

## Significato clinico

### Ruolo dell'ATP nel controllo del dolore
L'ATP si è dimostrato efficace nel ridurre il dolore acuto perioperatorio in alcuni studi clinici. In questi studi, i pazienti hanno ricevuto ATP per via endovenosa. L'infusione endovenosa di adenosina agisce sul recettore A1 dell'adenosina, avviando una cascata di segnalazione che alla fine contribuisce agli effetti analgesici osservati nell'infiammazione. Gli studi hanno dimostrato che i composti dell'adenosina riducono l'allodinia e l'iperalgesia quando somministrati a dosi moderate. L'attivazione del recettore A1 dell'adenosina fornisce un intervento efficace contro il dolore grazie a un inizio d'azione lento e una lunga durata, che in alcuni casi può persistere per settimane.

### Anestesia
L'integrazione di ATP ha prodotto risultati positivi durante l'anestesia. Le evidenze dimostrano che basse dosi di adenosina riducono il dolore neuropatico, il dolore ischemico e l'iperalgesia a un livello paragonabile a quello della morfina. L'adenosina ha anche ridotto l'uso postoperatorio di oppioidi, suggerendo una potenziale attivazione prolungata del recettore A1 dell'adenosina.

### Cardiologia e chirurgia
L'ATP si è dimostrato un vasodilatatore polmonare sicuro e pratico nei pazienti affetti da ipertensione polmonare. Analogamente, l'adenosina e l'ATP possono essere utilizzati durante interventi chirurgici per indurre ipotensione nei pazienti.